# German Juniors 1996
Das German Juniors 1996 im Badminton fand vom 17. bis zum 19. März 1996 in der Sporthalle an der Berufsschule in Bottrop statt. Bottrop war damit zum siebenten Mal Ausrichter der Titelkämpfe. Es war insgesamt die 13. Austragung des bedeutendsten internationalen Juniorenwettbewerbs in Deutschland. Veranstalter war der Deutsche Badminton-Verband. Das Turnier trug 1996 die vollständige Bezeichnung 13. German Open Tecno Pro Junior Championships 1996.

## Sieger und Finalisten
| Disziplin    | Gold                                 | Silber                         |
| ------------ | ------------------------------------ | ------------------------------ |
| Herreneinzel | Yudi Suprayogi                       | Rudy Ignatius                  |
| Dameneinzel  | Lee Kyung-won                        | Judith Meulendijks             |
| Herrendoppel | Hadi Saputra Endra Mulyana Mulyajaya | Kim Yong-hyun Yim Bang-eun     |
| Damendoppel  | Yim Kyung-jin Park So-yun            | Donna Kellogg Joanne Wright    |
| Mixed        | Kim Yong-hyun Yim Kyung-jin          | Dennis Lens Judith Meulendijks |